# MTV Unplugged (Bob Dylan)
MTV Unplugged è un album live di Bob Dylan pubblicato nel 1995 dalla Columbia Records e nel 2007 dalla Sony.
L'album è tratto dalla partecipazione di Bob Dylan alla trasmissione MTV Unplugged ed è stato registrato ai Sony Music Studios di New York tra il 17 e il 18 novembre 1994. L'album raggiunse la posizione n. 23 negli Stati Uniti e la n. 10 nel Regno Unito.
La scaletta del concerto, secondo le intenzioni di Dylan, doveva comprendere soprattutto canzoni folk tradizionali, ma, come richiesto da MTV, suonò soprattutto classici tratti dai suoi primi album.

## Registrazione

### Prima sessione (17 novembre 1994)
1. Tombstone Blues
2. I Want You
3. Don't Think Twice, It's All Right
4. Desolation Row
5. Hazel
6. Everything Is Broken
7. The Times They Are a-Changin'
8. Love Minus Zero/No Limit
9. Dignity
10. With God on Our Side[1]

### Seconda sessione (18 novembre 1994)
1. Absolutely Sweet Marie
2. Shooting Star
3. All Along the Watchtower
4. My Back Pages
5. Rainy Day Women #12 & 35
6. John Brown
7. The Times They Are A-Changin'
8. Dignity
9. Knockin' on Heaven's Door
10. Like a Rolling Stone (falsa partenza)
11. Like a Rolling Stone
12. Tonight I'll Be Staying Here with You (falsa partenza)
13. Tonight I'll Be Staying Here with You
14. Desolation Row
15. I Want You

## Tracce
Tutte le canzoni sono di Bob Dylan.
1. Tombstone Blues – 4:54
2. Shooting Star – 4:06
3. All Along the Watchtower – 3:36
4. The Times They Are a-Changin' – 5:48
5. John Brown – 5:22
6. Desolation Row - 8:22
7. Rainy Day Women #12 & 35 – 3:31
8. Dignity – 6:30
9. Knockin' on Heaven's Door – 5:30
10. Like a Rolling Stone – 9:09
11. With God on Our Side[1] – 7:16

La versione per il mercato europeo include anche una versione di Love Minus Zero/No Limit. Le canzoni che non sono state ufficialmente pubblicate sono in realtà diventate dei bootleg.

## Formazione
- Bob Dylan – chitarra, voce, armonica
- Bucky Baxter – Dobro, pedal steel, steel guitar
- Tony Garnier – basso
- John Jackson – chitarra
- Brendan O'Brien – organo Hammond
- Winston Watson – batteria
- Jeff Rosen – produttore esecutivo